# 東福寺保育園
東福寺保育園（とうふくじほいくえん）は、京都市東山区にある私立の保育所。臨済宗東福寺派大本山東福寺の塔頭である宗教法人天得院が運営している。

## 所在地
- 〒605-0981 京都府京都市東山区本町15丁目802